# Igor Kirillov
Igor Anatoljevitj Kirillov (ryska: Игорь Анатольевич Кириллов), född 13 juli 1970 i Kostroma, död 17 december 2024 i Moskva, var en rysk generallöjtnant. Han var chef för den ryska militärens avdelning för kemiska, biologiska, radiologiska och nukleära vapen.
Den 17 december 2024 dödades Kirillov och en assistent i ett attentat utfört av ukrainska säkerhetsstyrkor.